# Jesse Carleton
Jesse Carleton (n. 20 august 1862, Cumberland, Maryland, SUA – d. 6 decembrie 1921, Saint Louis, Missouri, SUA) a fost un jucător de golf ce a reprezentat Statele Unite ale Americii, medaliat olimpic. A participat la o ediție a Jocurilor Olimpice (1904) în care a câștigat o medalie de bronz.

## Participări
Lista de mai jos prezintă principalele competiții la care a participat Jesse Carleton de-a lungul carierei.
- golf at the 1904 Summer Olympics – men's team[*]